# کنیلوورث، نیوجرسی
کنیلوورث (به انگلیسی: Kenilworth) شهری در ایالت نیوجرسی کشور ایالات متحده آمریکا است که جمعیت آن در سرشماری سال ۲۰۱۰ میلادی، ۷٬۹۱۴ نفر بوده‌است.